# Ocean Acres
Ocean Acres és una concentració de població designada pel cens dels Estats Units a l'estat de Nova Jersey. Segons el cens del 2000 tenia 13.155 habitants.

## Demografia
Segons el cens del 2000, Ocean Acres tenia 13.155 habitants, 4.683 habitatges, i 3.807 famílies. La densitat de població era de 868,2 habitants/km².
Dels 4.683 habitatges en un 38,7% hi vivien nens de menys de 18 anys, en un 69,4% hi vivien parelles casades, en un 8,9% dones solteres, i en un 18,7% no eren unitats familiars. En el 15,5% dels habitatges hi vivien persones soles el 8,5% de les quals corresponia a persones de 65 anys o més que vivien soles. El nombre mitjà de persones vivint en cada habitatge era de 2,81 i el nombre mitjà de persones que vivien en cada família era de 3,12.
Per edats la població es repartia de la següent manera: un 27,3% tenia menys de 18 anys, un 5,9% entre 18 i 24, un 30,8% entre 25 i 44, un 20% de 45 a 60 i un 16% 65 anys o més.
L'edat mediana era de 37 anys. Per cada 100 dones de 18 o més anys hi havia 90,8 homes.
La renda mediana per habitatge era de 53.169 $ i la renda mediana per família de 58.404 $. Els homes tenien una renda mediana de 42.368 $ mentre que les dones 31.208 $. La renda per capita de la població era de 21.249 $. Aproximadament el 2,4% de les famílies i el 3,5% de la població estaven per davall del llindar de pobresa.

## Poblacions més properes
El següent diagrama mostra les poblacions més properes.